# Yardena Arazi
Yardena Shulamit Arazi (în ebraică : ירדנה ארזי, născută la 25 septembrie 1951 în kibuțul Kabri) este o cântăreață israeliană de muzică ușoară, de asemenea pentru o vreme, prezentatoare la radio și televiziune. Ea a reprezentat Israelul la Concursul Eurovision al cântecului din 1976 ca membră a trioului „Shokolad Menta Mastik” (The Chocolate Girls) , situându-se pe locul 6 cu cântecul „Emor Shalom”  (Spune Shalom). În 1988 tot la Eurovision cântecul „Ben Adam” (Om) interpretat de ea ca reprezentantă a Israelului, s-a situat pe locul 7. Arazi a fost prezentatoarea Concursului Eurovision care s-a desfășurat la Ierusalim în anul 1979.

## Biografie
Yardena Arazi s-a născut în anul 1951 în kibuțul Kabri din vestul Galileei, ca fiică unică într-o familie de imigranți evrei din Germania și Franța. Tatăl ei, David Feinbaum, electrician de profesie, era originar din Germania, s-a numărat printre întemeietorii kibuțului Beit Haaravá și a luptat în rândurile organizației de rezistență evreiască antibritanică Irgun (Etzel). El a avut o fiică, Rachel, dintr-un mariaj precedent.  Mama cântăreței, Yvette Loinger, era fiica unei emigrante evreice din Bucovina, s-a născut la Strasbourg și era verișoară a pantomimului francez Marcel Marceau. Un unchi al ei din partea mamei, Georges Loinger , decedat in 2018 la vârsta de 108 ani, a fost profesor de sport și luptător în rezistența franceză, care a salvat numeroși copii evrei în timpul Holocaustului în Franța. Și mama lui Arazi a participat la Résistance și a ajutat la organizarea emigrării de copii evrei în Palestina. Ea avut un băiat Amir, dintr-o legătură conjugală precendentă.
În anul 1951 familia Feinbaum și-a ebraizat numele în „Arazi” (din cuvântul „erez”= cedru).În 1953, nefiind de acord cu regulile stricte ale proprietății comune (aplicate abuziv până și la cămășile țesute de bunica în Franța), soții Feinbaum au părăsit consternați kibuțul și s-au stabilit la Haifa, unde Yardena Arazi și-a petrecut, în condiții modeste, restul copilăriei și tinereții. Ea a locuit din când în când și în Franța. 
Serviciul militar ea l-a făcut în Ansamblul de muzică și divertisment al unităților  agricole-militare Nahal.

## Cariera
La 16 ani, Efi Netzer, care conducea un ansamblu vocal numit „Havurat Beit Rotschild” a cooptat-o pe Arazi în această formație, după ce a cunoscut-o, ca client al magazinului de articole electrice al tatălui ei, la Haifa.
Apoi ea a fost primită în Ansamblul muzical si de divertisment al Unitatilor Nahal, unde a fost la un moment dat comandantă a ansamblului. După lasarea la vatră, Arazi a devenit membră a trioului „Chocolate, mentha, mastik". După succesul avut de acesta în 1988 la Concursul Eurovision, Arazi a efectuat un turneu prin Europa și America latină și a înregistrat cântece în engleză și germană pentru piața europeană.  
Fiind francofonă, a fost aleasă pentru a prezenta Concursul Eurovision din 1979 de la Ierusalim. Apoi a semnat un contract cu casa de discuri germană Ariola Arista pentru care a înregistrat cântece în engleză, franceză și germană.  
În anii 1980 Arazi s-a afirmat ca una din cântărețele de muzică ușoară cele mai de succes din Israel. Ea a înregistrat 20 albume și a vândut 600,000 discuri.
De 6 ori a fost aleasă cântăreața israeliană a anului. A fost distinsă cu Premiul Kinor David și în 1990 a fost desemnată cântăreața deceniului 1990. 
Cântecul interpretat de ea „Atá li eretz”  (Tu îmi ești țara) a fost ales cântecul preferat al israelienilor cu ocazia aniversării a 70 de ani de la fondarea statului Israel. Ea l-a cântat apoi cu Filarmonica israeliană din Tel Aviv. 
A fost aleasă pentru a cânta „Israel shelí” (Israelul meu), cântecul oficial al festivităților din 2018, împreună cu solistul Lior Narkis.
În 1997-2005 Arazi a prezentat emisiunea de dimineață a canalului 2 israelian, apoi diferite alte emisiuni la radio și televiziune.
În 2017 a cântat cu un cor al Armatei Roșii. De asemenea, a făcut un turneu cu corul Givatron.

## Premii și omagii
- Arazi este singura cântăreață israeliană care a fost aleasă cântăreața anului de 5 ori (1985,1987, 1988, 1990, 2013, precum si cântăreata deceniului anilor 1990
- 1979 - Premiul radiodifuziunii israeliene pentru prezentarea Concursului Eurovision
- 1981 - Premiul Lira lui David (Kinor David)  pentru rolul în musicalul Barnashim vehalomot (Tipi și vise)
- 1984 Premiul Lira lui David

- 25 octombrie 2021 - O stradă din noul cartier Givat Zemer din Haifa i-a primit numele
- aprilie 2025 -  A fost aleasă printre persoanele care aprind flamuri de Ziua Independentei a-77-a a Israelului, dar a refuzat, motivând că îi este greu să participe la această ceremonie în perioada respectivă

## Viața privată
Yardena Arazi s-a căsătorit în 1972 cu Amos Tal Shir, comandantul ansamblului muzical al Nahal, din care a făcut parte, și a divorțat de el după 6 ani. În anul 1983 s-a recăsătorit, cu inginerul Natan Tomer, cu care a născut o fiică, Alona.
Arazi este vegetariană și a fost aleasă președinta asociației Mensa care cuprinde persoane cu IQ ridicat.

## Discografie

### Albume solo
- 1982 - Yardena Arazi
- 1984  - Ma nishma - Ce mai faci?
- 1984 - Ata li eretz  - Tu mi-ești țară
- 1985 - Drishat shalom - Salutări
- 1987 -  Neshamá tzoanit - Suflet de țigan
- 1988  - Od yom ehad  - Încă o zi
- 1988 - Reyah dvash vereyah menta -  Shirey yeladim  (Aromă de miere, aromă de mentă - Cântece de copii)
- 1989 - Dimyon mizrahí - Fantezie orientală
- 1989  - Yashan vegam hadash  - Vechi,dar și nou - Tahana baderekh -Stație
- 1992 - Anashim zarim - Oameni străini
- 1995  - Mitokh sheahavti  - Dintr atâta ce-am iubit
- 2009 - Bosem al ori (Parfum peste mine)

### Colecții
- 1986 - Shuv batmuna - Iarăși prezentă
- 1988 - Shuv batmuna + Neshama tzoanit
- 1998 - Yesh venidmè - Este și pare -  Colecție dublă
- 2011 - Shehashemesh taavor alay - Să treacă soarele deaupra mea - colecție triplă
- 2014 - Gaaguyim leNahal - Dor după Nahal - Mishirey Eretz Israel (Din cântecele Țării Israelului)
- 2014 - Abracadabra - Shirey yeladim - Cântece de copii

### Altele
- 1988 - Sipurey layla tov - casetă cu povestiri pentru copii
- 2011 - Karioke - Să cântăm Yardena Arazi
- 2016 - Hoy artzi moladti  - Oh, țara mea, patrie - din spectacolul cu ansamblul  Givatron

### Cu Shokolad Menta Mastik
- 1975 -  disc premieră
- 1976 - Chocolate mentha mastik
- 1977 -  Hahatzagá hakhi tmimá baír    - Spectacolul cel mai naiv din oraș
- 1978 - cu Arik Laví -  Haprutá vehayaréakh - Bănuțul și luna
- 2003 - Colecția dublă